# Erigeron canadensis
 Erigeron canadensis  L., 1753, comunemente nota come saeppola canadese, è una specie di pianta angiosperma dicotiledone della famiglia delle Asteraceae (sottofamiglia Asteroideae, tribù Astereae (North American lineage) e sottotribù Conyzinae).

## Etimologia
Il nome generico (Erigeron) deriva da due parole greche: "eri" (= precoce, sollecito, presto) e "geron" (= vecchio), richiamandosi forse al pappo di alcune specie che invecchiando diventa grigio oppure al breve periodo della sua fioritura. L'epiteto specifico (canadensis) indica probabilmente il luogo d'origine di queste piante.
Il nome scientifico della specie è stato definito dal botanico Carl Linnaeus (1707-1778) nella pubblicazione " Species Plantarum" ( Sp. Pl. [Linnaeus] 2: 863) del 1753.

## Descrizione

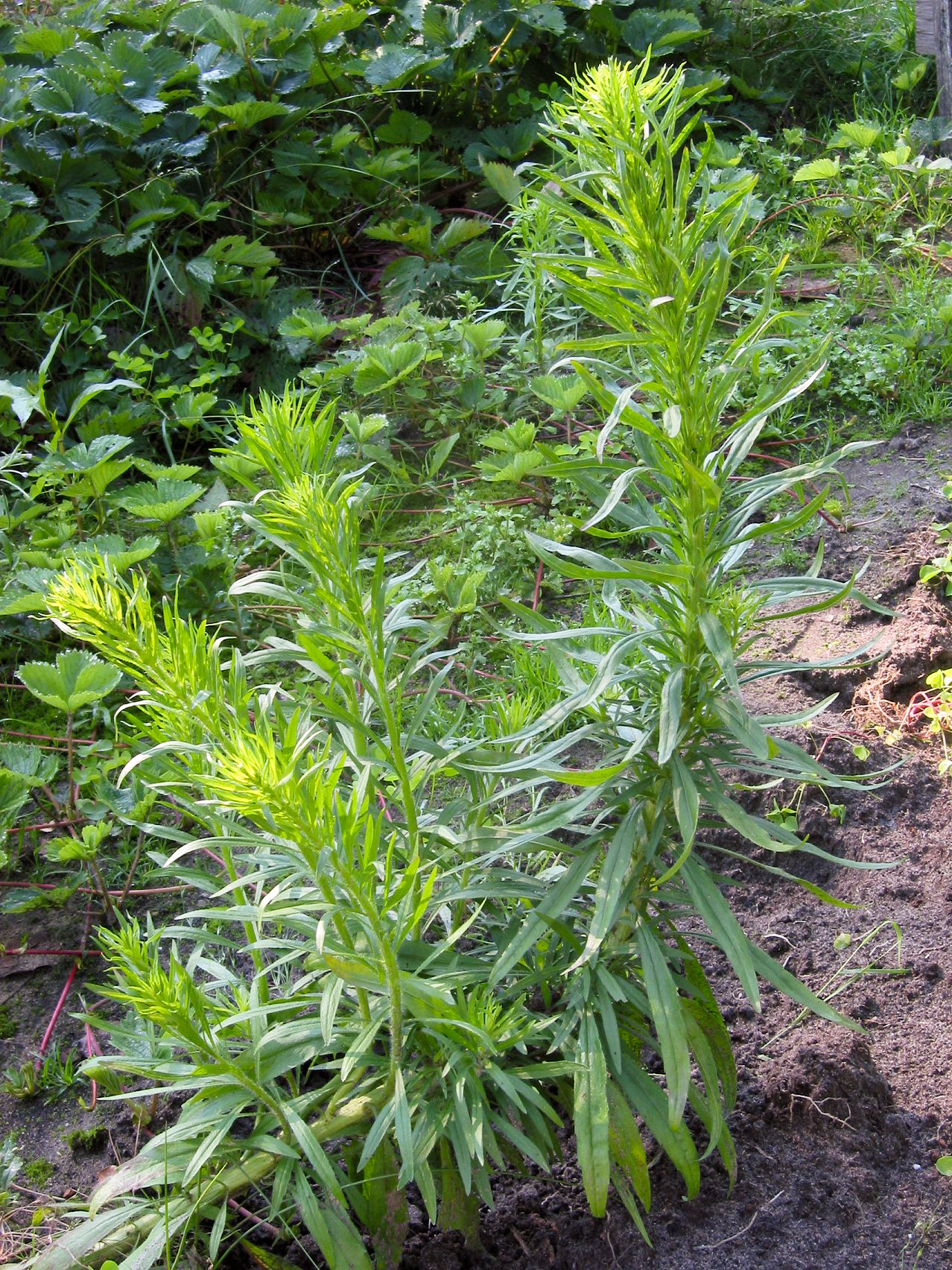
Il portamento

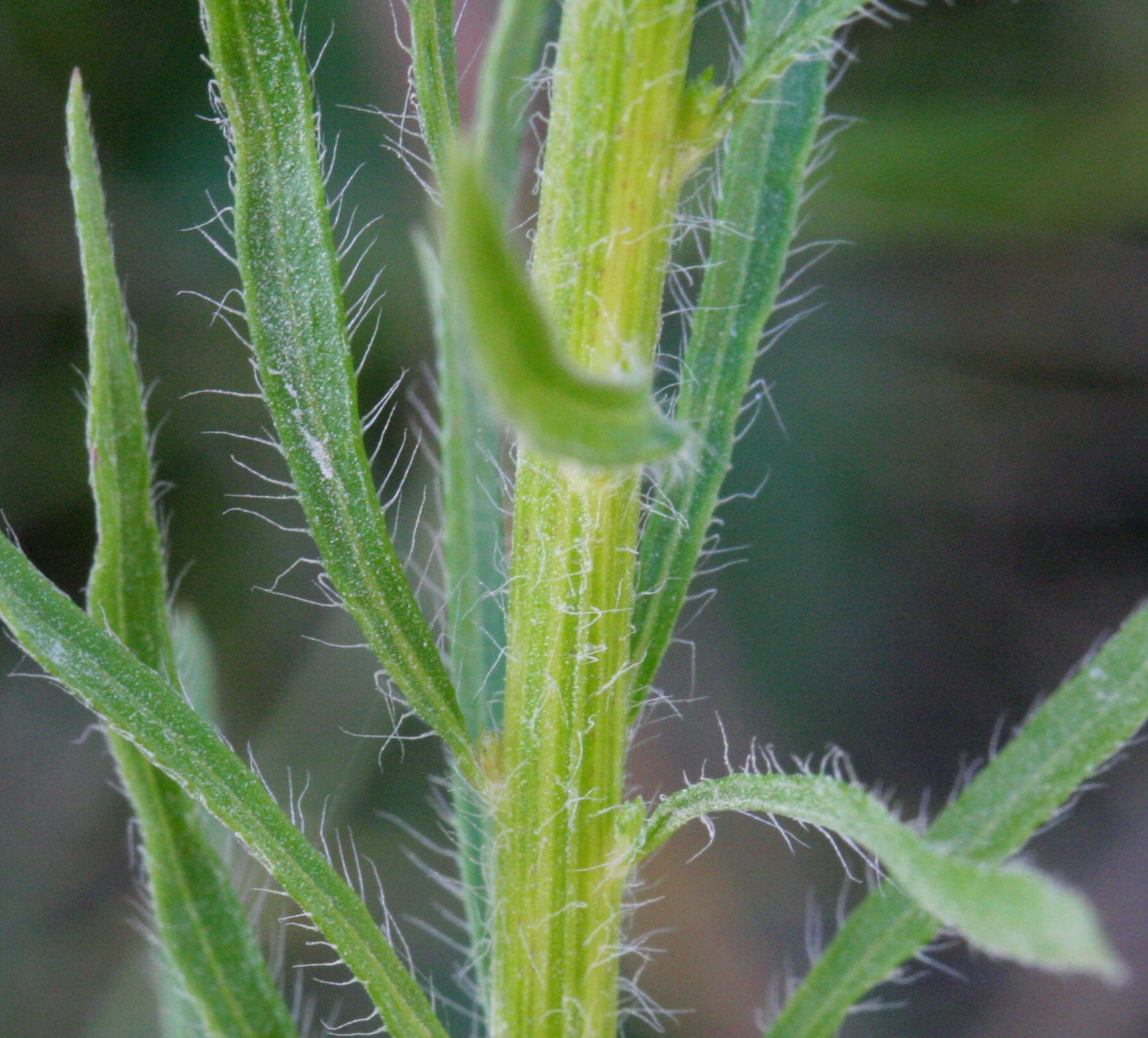
Le foglie

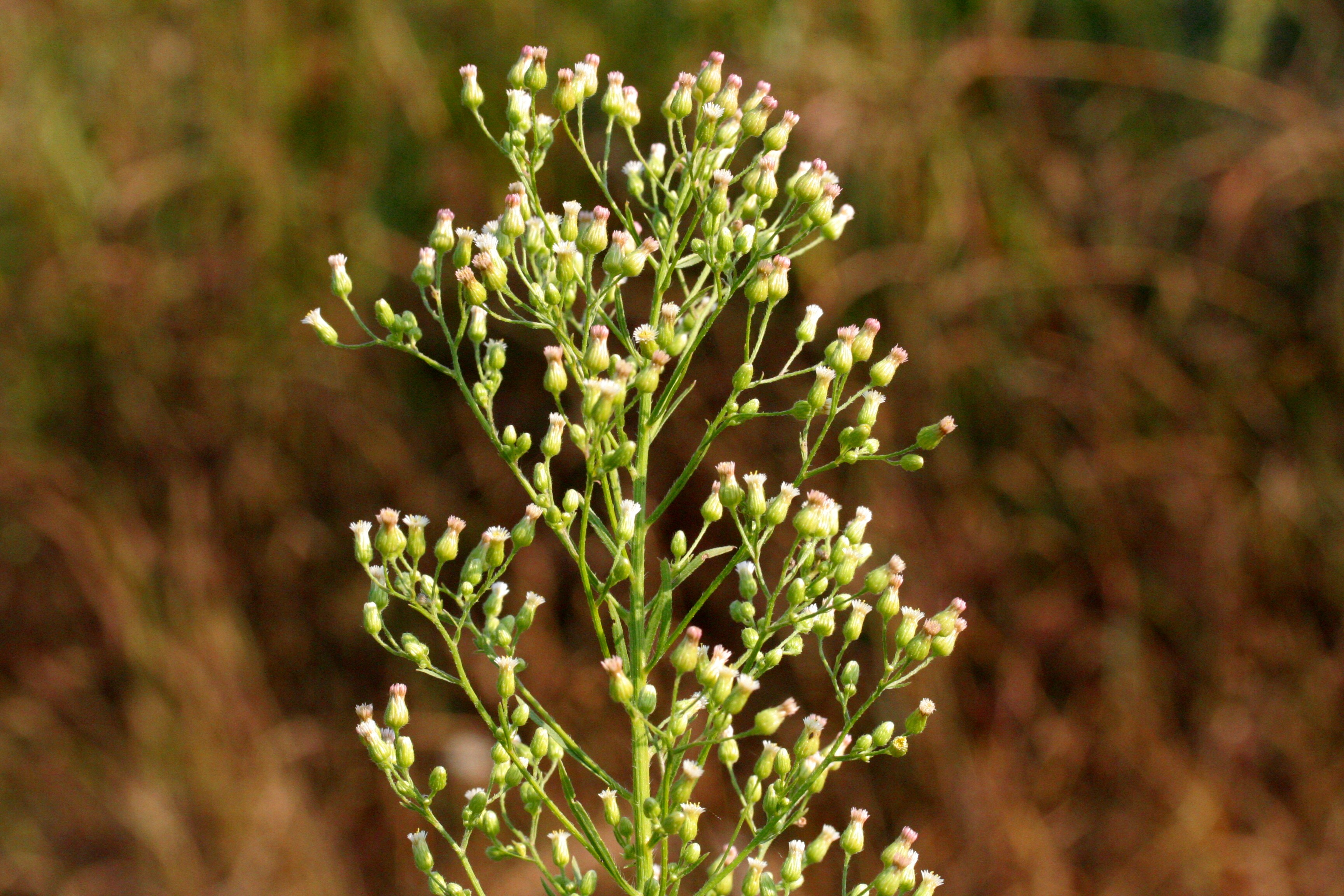
Infiorescenza

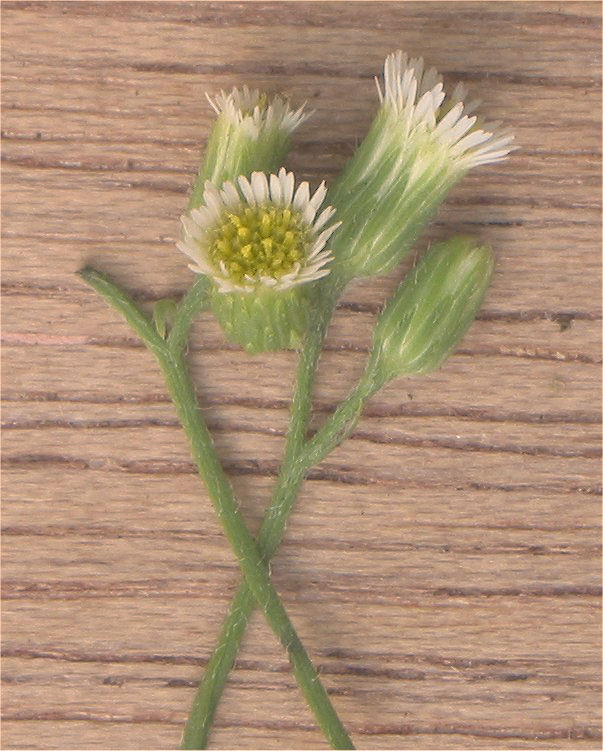
I fiori

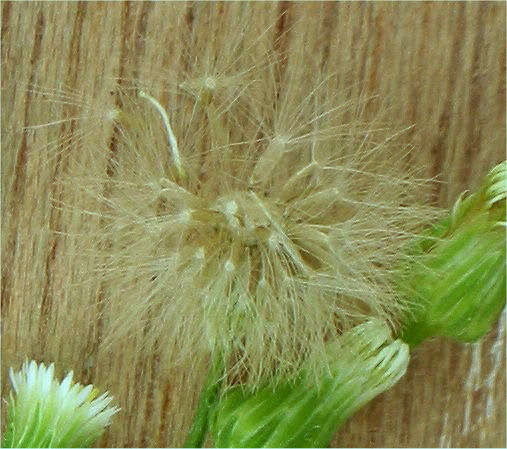
Il pappo

Portamento. Sono piante erbacee con ciclo biologico annuale (biennale). La superficie di queste piante si presenta pelosa ed ispida. La forma biologica della specie è terofita scaposa (T scap): ossia è una pianta annuale (in questo caso anche biennale) con fusto allungato e poco foglioso. Queste piante sono aromatiche (emanano un tenue aroma simile al cumino) e si presentano di colore verde chiaro.
Fusto. La parte aerea è eretta, ascendente e frondosa. Il fusto, cilindrico e con pelosità patente, si sviluppa in genere dopo la comparsa della rosetta basale di foglie. Le radici, fusiformi e fibrose, sono secondarie da rizoma. L'altezza media di questa specie va da 30 a 150 cm; ma può arrivare fino a 200 cm.
Foglie. Le foglie si dividono in basali e caulinari in disposizione alterna; le foglie sono glabre o provviste di corti peli (quasi vellutate) ma vistosamente cigliate sul bordo della lamina; possono essere più o meno dentate.
- Foglie basali: quelle basali formano una rosetta e sono oblanceolate – lineari o anche lineari – subspatolate con un evidente picciolo. Dimensione delle foglie basali: larghezza 4 – 12 mm, lunghezza 30 – 100 mm.
- Foglie cauline: le foglie cauline sono simili a quelle basali ma più brevi e più lineari; a volte hanno delle setole patenti; lungo il fusto sono disposte in modo alterno e possiedono un corto picciolo che sparisce del tutto nelle foglie più alte. Sono inoltre uninervie. Dimensione delle foglie superiori: larghezza 2 mm, lunghezza 30 mm.

Infiorescenza. Le sinflorescenze, fogliose e ampie, sono composte da diversi capolini (fino a 100) terminali disposti a pannocchia o a racemo (raramente a corimbo); il portamento è colonnare. Le infiorescenze vere e proprie sono composte da un capolino terminale peduncolato di tipo disciforme. I capolini sono formati da un involucro, con forme cilindriche o piriformi o urceolate, lievemente tozzo, composto da diverse brattee, al cui interno un ricettacolo fa da base ai fiori di due tipi: fiori del raggio e fiori del disco. Il numero dei fiori per capolino varia da 70 a 200. Le brattee, glabre con margini scabrosi (pergamenacei) e di colore verdolino (quelle più interne tendono al rossastro), con forme lanceolate – lineare, sono disposte in modo più o meno embricato e scalato su 2 - 3 serie. Le brattee esterne (quindi le inferiori) sono di colore verdolino – violaceo e a forma lanceolata; quelle interne (quindi le superiori) sono più brevi e lineari ed hanno un colore più violaceo. Il ricettacolo è nudo ossia senza pagliette a protezione della base dei fiori; la forma è piana. Dimensioni dell'involucro: lunghezza 5 mm; larghezza 2 – 3 mm. Diametro del ricettacolo: 1 -1,5 mm.  Lunghezza del peduncolo: 4 – 8 mm. 
Fiori.  I fiori sono tetra-ciclici (formati cioè da 4 verticilli: calice – corolla – androceo – gineceo) e pentameri (calice e corolla formati da 5 elementi). Si distinguono in:
- fiori del raggio (esterni): da 25 a 45 per capolino, sono femminili e sono disposti su alcune serie; la forma è ligulata (zigomorfa);
- fiori del disco (centrali): sono da 8 a 30 con forme brevemente tubulose (attinomorfe); sono ermafroditi.

- Formula fiorale:

*/x K {\displaystyle \infty }, [C (5), A (5)], G 2 (infero), achenio
- Calice: i sepali del calice sono ridotti ad una coroncina di squame.

- Corolla: 
  - fiori del raggio: la forma della corolla alla base è più o meno tubulosa-imbutiforme, mentre all'apice è presente una breve ma ben sviluppata ligula che può terminare con alcuni denti; i colori delle corolle sono biancastre o rosate;
  - fiori del disco: la forma è tubulare bruscamente divaricata in 4 - 5 lobi; i lobi, patenti o eretti, hanno una forma deltata o più o meno lanceolata; il colore è giallo o giallastro.

- Androceo: l'androceo è formato da 5 stami sorretti da filamenti generalmente liberi; gli stami sono connati e formano un manicotto circondante lo stilo; le teche (produttrici del polline) alla base sono troncate e sono lievemente auricolate (molto raramente sono speronate o hanno una coda); le appendici apicali delle antere hanno delle forme piatte e lanceolate; il tessuto endoteciale (rivestimento interno dell'antera) è quasi sempre polarizzato (con due superfici distinte: una verso l'esterno e una verso l'interno). Il polline è sferico con un diametro medio di circa 25 micron;  è tricolporato (con tre aperture sia di tipo a fessura che tipo isodiametrica o poro) ed è echinato (con punte sporgenti).[12][16]

- Gineceo: l'ovario è infero uniloculare formato da 2 carpelli.[8] Lo stilo (il recettore del polline) è profondamente bifido (con due stigmi divergenti) e con le linee stigmatiche marginali separate.[17] I due bracci dello stilo hanno una forma più o meno lanceolata, acuta o ottusa e possono essere papillosi o ricoperti da ciuffi di peli.

- Antesi: la fioritura avviene tra giugno e settembre; mentre la sporulazione avviene tra luglio e ottobre.

Frutti. Il frutto è un achenio secco, compresso, scarsamente strigoso e deiscente di colore marrone pallido con un pappo bianco – grigiastro formato da 15 – 25 setole bianche su una serie. Il pappo ha la funzione di disperdere col vento i semi della pianta. Dimensione del frutto: 1 – 1,5 mm; dimensioni delle setole: 3 mm.

## Biologia
Impollinazione: tramite insetti quali farfalle diurne e notturne ma anche api e mosche (impollinazione entomogama).

Riproduzione: la fecondazione avviene fondamentalmente tramite l'impollinazione dei fiori.

Dispersione: i semi cadono a terra e vengono dispersi soprattutto da insetti come formiche (disseminazione mirmecoria). Un altro tipo di dispersione è zoocoria: gli uncini delle brattee dell'involucro (se presenti) si agganciano ai peli degli animali di passaggio che portano così i semi anche su lunghe distanze. Inoltre per merito del pappo il vento può trasportare i semi anche per alcuni chilometri (disseminazione anemocora). La diffusione di questa pianta è facilitata anche dall'enorme numero di semi prodotti da ogni individuo (forse 200.000 e più) e dalla loro leggerezza.

## Distribuzione e habitat

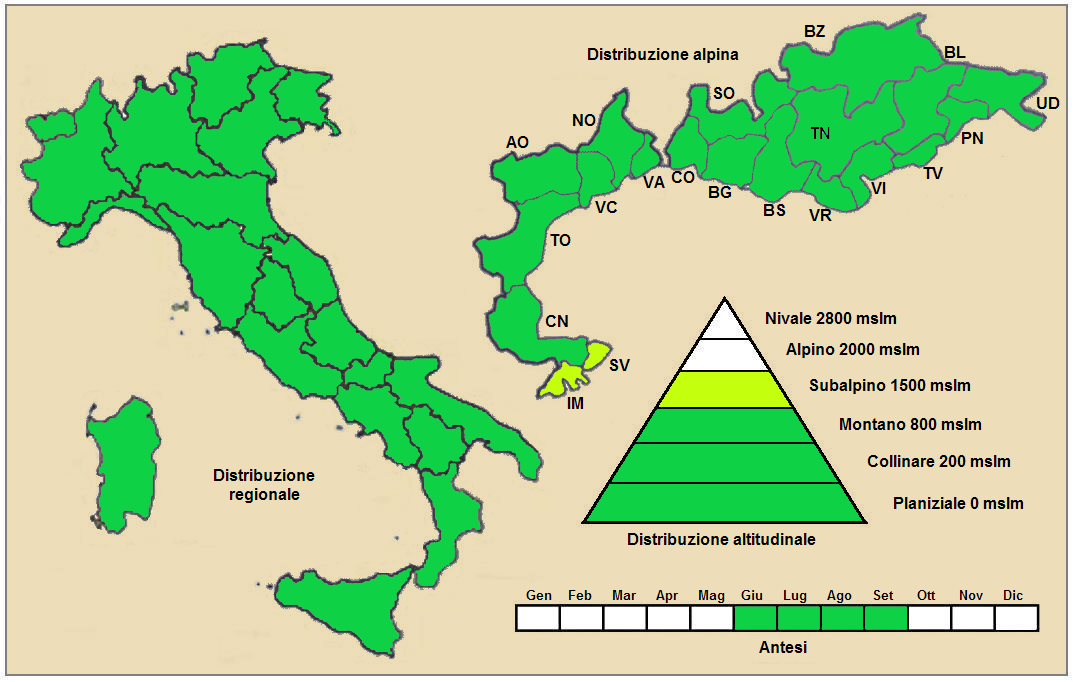
Distribuzione della pianta (Distribuzione regionale – Distribuzione alpina)

Geoelemento: il tipo corologico, ossia l'area di origine per questa specie, è Nordamericano (“America settentrionale” e divenuto poi “Cosmopolita”). In Italia è considerato Avventizio, infatti si tratta di una specie importata dall'estero a fine '700 e poi naturalizzatasi in Italia. Sembra che sia arrivata in Europa tramite semi frammisti alle pelli degli animali cacciati nel Nordamerica. È considerata avventizia anche in Sud America.
Distribuzione: in Italia questa specie si trova comunemente ovunque (naturalizzata e più o meno invasiva). Fuori dall'Italia, sempre nelle Alpi, questa specie si trova in Francia, Svizzera, Austria e Slovenia. Sugli altri rilievi collegati alle Alpi è presente nella Foresta Nera, Monti Vosgi, Massiccio del Giura, Massiccio Centrale, Pirenei, Monti Balcani e Carpazi. La distribuzione di questa pianta è globale: si trova in tutte le regioni a clima mediterraneo e nelle aree temperate e subtropicali.
Habitat: questa specie si trova in prevalenza negli incolti (campi abbandonati); lungo le scarpate delle strade e bordi stradali; sulle rive dei corsi d'acqua e dune sabbiose; ma anche ambienti ruderali più o meno secchi, ghiaioni, pietraie, ripari sotto rocce. Il substrato preferito è calcareo o calcareo-siliceo, con pH del suolo basico, con livello trofico medio e terreno mediamente secco. La diffusione in Europa è stata facilitata dallo sviluppo dei mezzi di trasporto: lungo ferrovie e strade le correnti d'aria provocate dai mezzi di passaggio accrescono la dispersione dei semi grazie al loro pappo.
Distribuzione altitudinale: sui rilievi alpini, in Italia, queste piante si possono trovare dal piano fino a circa 1.200 m s.l.m., quindi comprende oltre alla fascia vegetazionale collinare, quella montana e in parte quella subalpina (oltre a quella planiziale).

## Fitosociologia

### Areale alpino
Dal punto di vista fitosociologico alpino la specie di questa scheda appartiene alla seguente comunità vegetale:
Formazione: Comunità terofitiche pioniere nitrofile;
Classe: Stellarietea mediae.

### Areale italiano
Per l'areale completo italiano Erigeron canadensis appartiene alla seguente comunità vegetale:
Macrotipologia: vegetazione erbacea sinantropica, ruderale e megaforbieti.
Classe: Chenopodio-Stellarienea Rivas Goday, 1956
Ordine: Sisymbrietalia officinalis J. Tüxen ex W. Matuszkiewicz, 1962
Alleanza: Sisymbrion officinalis  J. Tüxen, Lohmeyer & Preising ex von Rochow, 1951
Descrizione. L'alleanza  Sisymbrion officinalis è relativa alle comunità dell'areale eurosiberiano e sub-mediterraneo con habitat ruderali. Queste comunità colonizzano rapidamente habitat recentemente disturbati od esposti con i bordi delle strade e i margini degli arbusteti. Il bioclima è quello temperato subumido. Le specie presenti sono soprattutto quelle terofitiche a ciclo primaverile. La distribuzione è tipicamente eurosiberiana.
Specie presenti nell'associazione: Sisymbrium officinale, Bromus tectorum, Lepidium ruderale, Erigeron canadensis, Lactuca serriola.

## Sistematica
La famiglia di appartenenza di questa voce (Asteraceae o Compositae, nomen conservandum) probabilmente originaria del Sud America, è la più numerosa del mondo vegetale, comprende oltre 23.000 specie distribuite su 1.535 generi, oppure 22.750 specie e 1.530 generi secondo altre fonti (una delle checklist più aggiornata elenca fino a 1.679 generi). La famiglia attualmente (2021) è divisa in 16 sottofamiglie; la sottofamiglia Asteroideae è una di queste e rappresenta l'evoluzione più recente di tutta la famiglia.
Il genere Erigeron comprende diverse centinaia di specie, buona parte delle quali di origine americana, mentre le altre sono di origine europea (e asiatica), di cui una decina sono proprie della flora italiana.
Attualmente le specie italiane di Erigeron sono divise in tre gruppi:
- (1) Piante annue.
- (2) Piante perenni con fiori dimorfi (esterni raggianti femminili ligulati; interni tubulosi ermafroditi).
- (3) Piante perenni con fiori trimorfi (esterni raggianti femminili ligulati; interni periferici femminili filiformi; interni centrali ermafroditi tubulosi).

 Erigeron canadensis appartiene al primo gruppo. Inoltre nella flora italiana Erigeron canadensis fa parte del Complesso di Erigeron canadensis" caratterizzato da specie annue con fuso eretto e ampiamente ramificato; le sinflorescenze si compongono di moltissimi capolini di piccole dimensioni di tipo disciforme. il complesso comprende le specie Erigeron bonariensis, Erigeron canadensis e Erigeron sumatrensis.

### Filogenesi
Il genere Erigeron è descritto nella sottotribù Conyzinae, una delle quasi 40 sottotribù della tribù Astereae. In base alle ultime ricerche nella tribù sono stati individuati (provvisoriamente) 5 principali lignaggi. Il genere  Erigeron (insieme alla sottotribù Conyzinae) è incluso nel North American lineage.
Alcune analisi di tipo filogenetico hanno diviso la sottotribù Conyzinae in 6 cladi;  Erigeron attualmente è incluso in tutti i cladi  (non risulta quindi monofiletico). Erigeron è suddiviso in una quarantina di sezioni;  Erigeron canadensis è inclusa nella sezione "Conyza - Gruppo A". In questa sezione le specie sono annuali o perenni suffrutescenti; le foglie variano da lineari a lanceolate o oblanceolato, sono intere o dentate, ma non abbraccianti il caule; la sinflorescenza è in forma colonnare; i fiori del raggio sono bianchi con ligule filiformi; gli acheni hanno 2 nervi; il pappo ha 11 - 20 setole. Le specie presenti in questo gruppo sono circa 6.
I caratteri distintivi della specie  Erigeron canadensis sono:
- il ciclo biologico è annuale;
- le foglie medie hanno sui bordi delle setole patenti di 1 mm;
- il diametro dei capolini è di circa 4 mm;
- la ligula dei fiori periferici è beve (0,5 - 2 mm) ma ben evidente.

Il numero cromosomico delle specie di questa voce è: 2n = 18.

### Sinonimi
Sono elencati alcuni sinonimi per questa entità:
- Aster canadensis (L.) E.H.L.Krause
- Caenotus canadensis  (L.) Raf.
- Conyza canadensis  (L.) Cronquist
- Conyzella canadensis  (L.) Rupr.
- Leptilon canadense  (L.) Britton
- Marsea canadensis  (L.) V.M.Badillo
- Tessenia canadensis  (L.) Bubani
- Trimorpha canadensis  (L.) Lindm.

### Specie simili
Le tre specie, del  Complesso di Erigeron canadensis", presenti in Italia sono abbastanza simili tra di loro e differiscono per particolari non molto evidenti.
- Erigeron sumatrensis Retz. - Saeppola di Naudin: si differenzia per un colore più verde – grigiastro; le foglie mediamente sono grandi il doppio e maggiormente dentellate; inoltre i capolini sono più grandi. Può arrivare ad una altezza di 2 metri.
- Erigeron canadensis L. – Saeppola canadese: è la più comune delle tre specie italiane; i fiori periferici sono provvisti di ligula  biancastra e l'involucro dei capolini ha le brattee disposte in tre serie ed ha una forma lievemente più snella.
- Erigeron bonariensis  L. - Saeppola di Buenos Aires: i fiori periferici del capolino sono tutti femminili e di tipo tubuloso, attinomorfe con 3 - 4 denti terminali; il fusto non è molto alto (da 20 a 60 cm); l'infiorescenza è a pannocchia un po' corimbosa; la pagina fogliare è uninervia; le brattee dell'involucro sono disposte su 2 serie.

## Usi

### Farmacia
- Sostanze presenti: è una pianta usata in medicina in quanto è ricca di diversi oli essenziali (le foglie fresche ne contengono circa 0,5%)[27]; inoltre il suo polline a contatto della pelle può causare dermatite in alcune persone allergiche.
- Proprietà curative: ipoglicemica (diminuisce il glucosio nel sangue), astringenti (limita la secrezione dei liquidi), vermifuga (elimina i vermi intestinali), diuretiche (facilita il rilascio dell'urina), tonica (rafforza l'organismo).
- Parti usate: si usano infusi dei fusti contro le infezioni intestinali e urinarie. Le foglie, trattate opportunamente, vengono usate come tabacco da fiuto.

### Cucina
In cucina vengono usate le foglie in insalata o cotte o bollite ma in quantità limitata per il suo gusto amaro.

### Industria
Alcuni oli essenziali sono utilizzati per aromatizzare le caramelle e come base per bevande analcoliche, ma anche nell'industria del profumo per creare sfumature esotiche.

### Allevamento
Per i pascoli questa pianta è considerata infestante sia perché si propaga facilmente togliendo terreno ad altre piante più nutritive ma soprattutto perché molti animali la evitano per il suo gusto amaro. In certi casi nelle piantagioni di soia la resa si è abbassata di oltre il 10%-15% a causa dell'infestazione della Conyza canadensis. È del tutto resistente all'erbicida glifosato che su di essa non ha alcuna efficacia.

## Galleria d'immagini

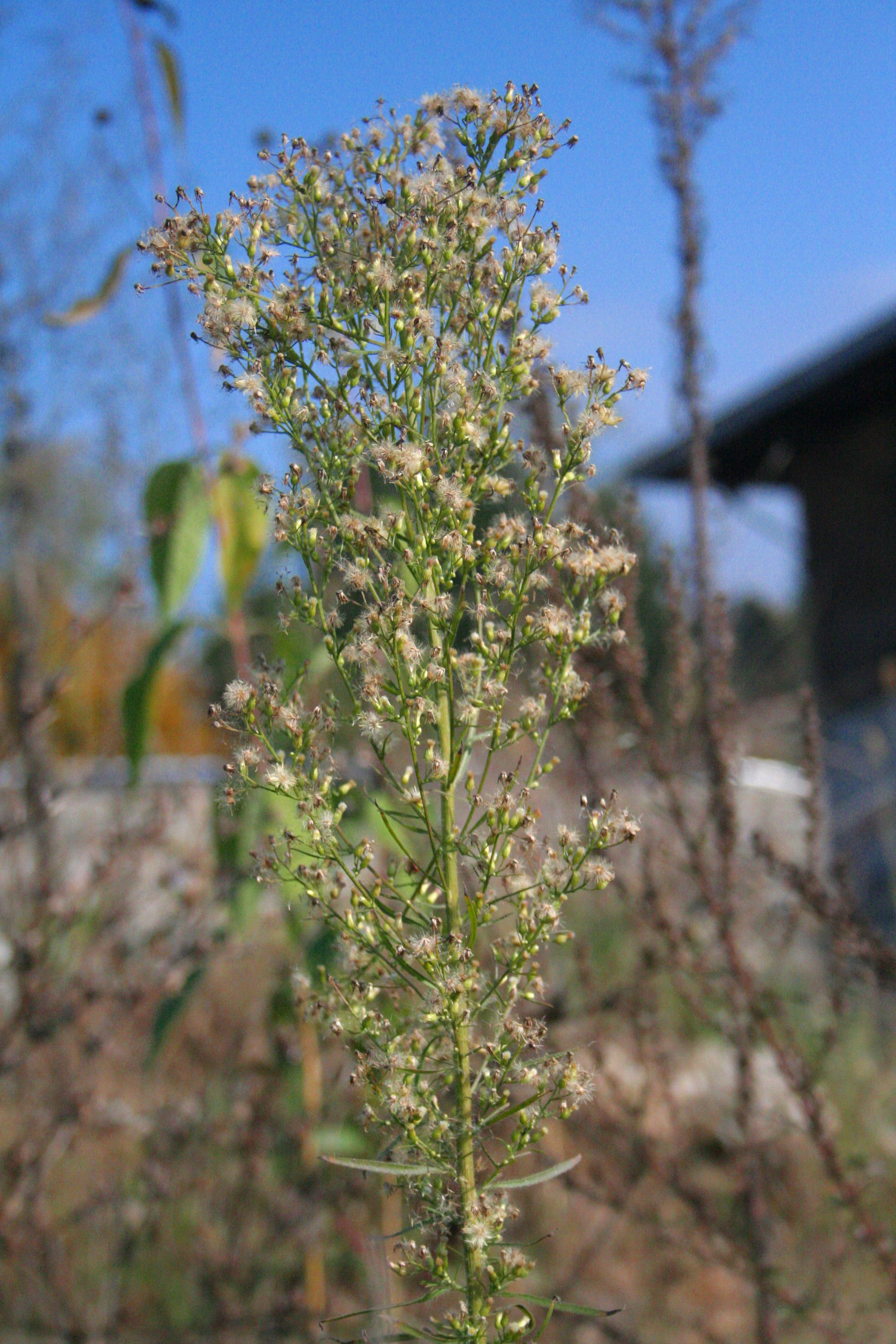
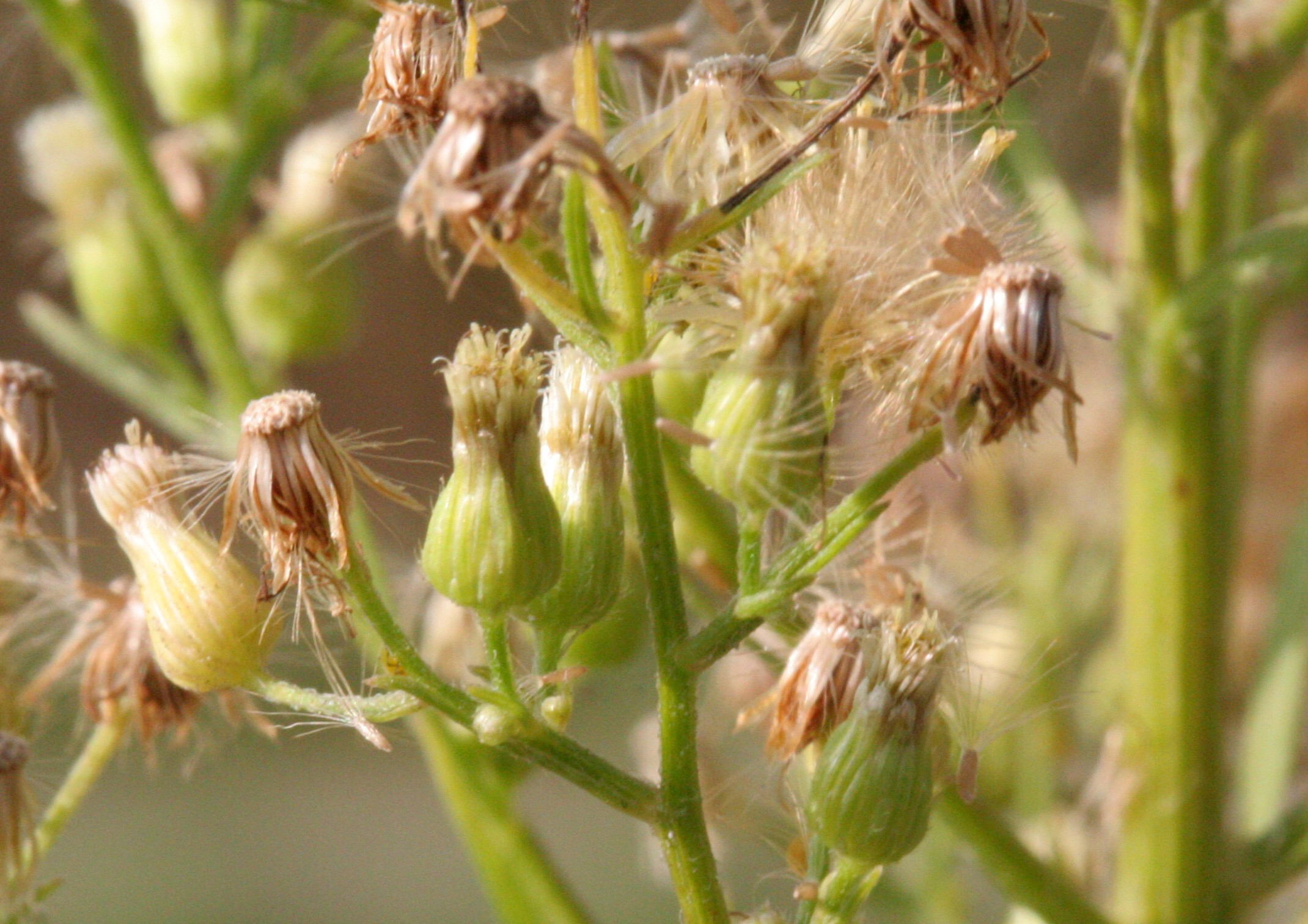
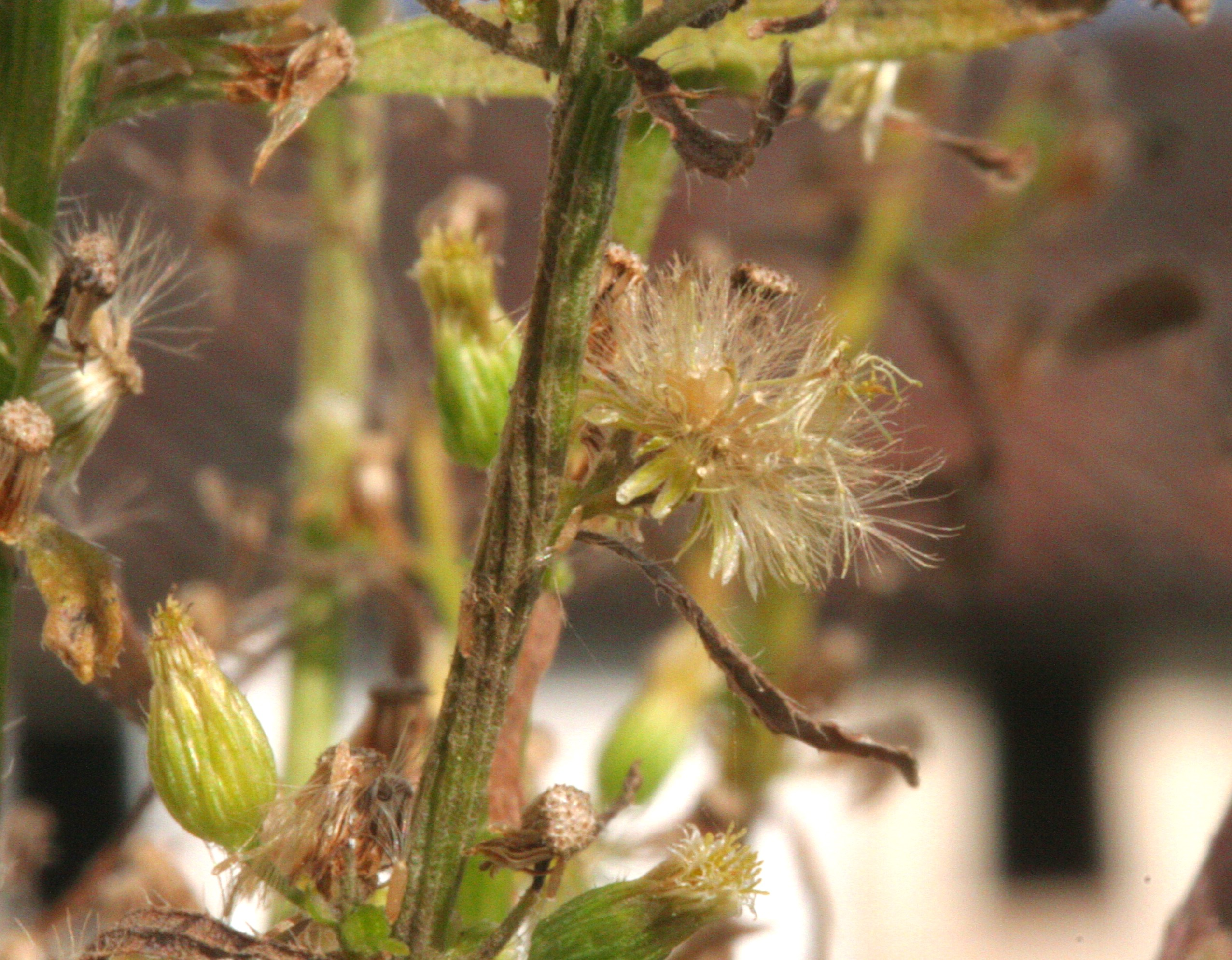
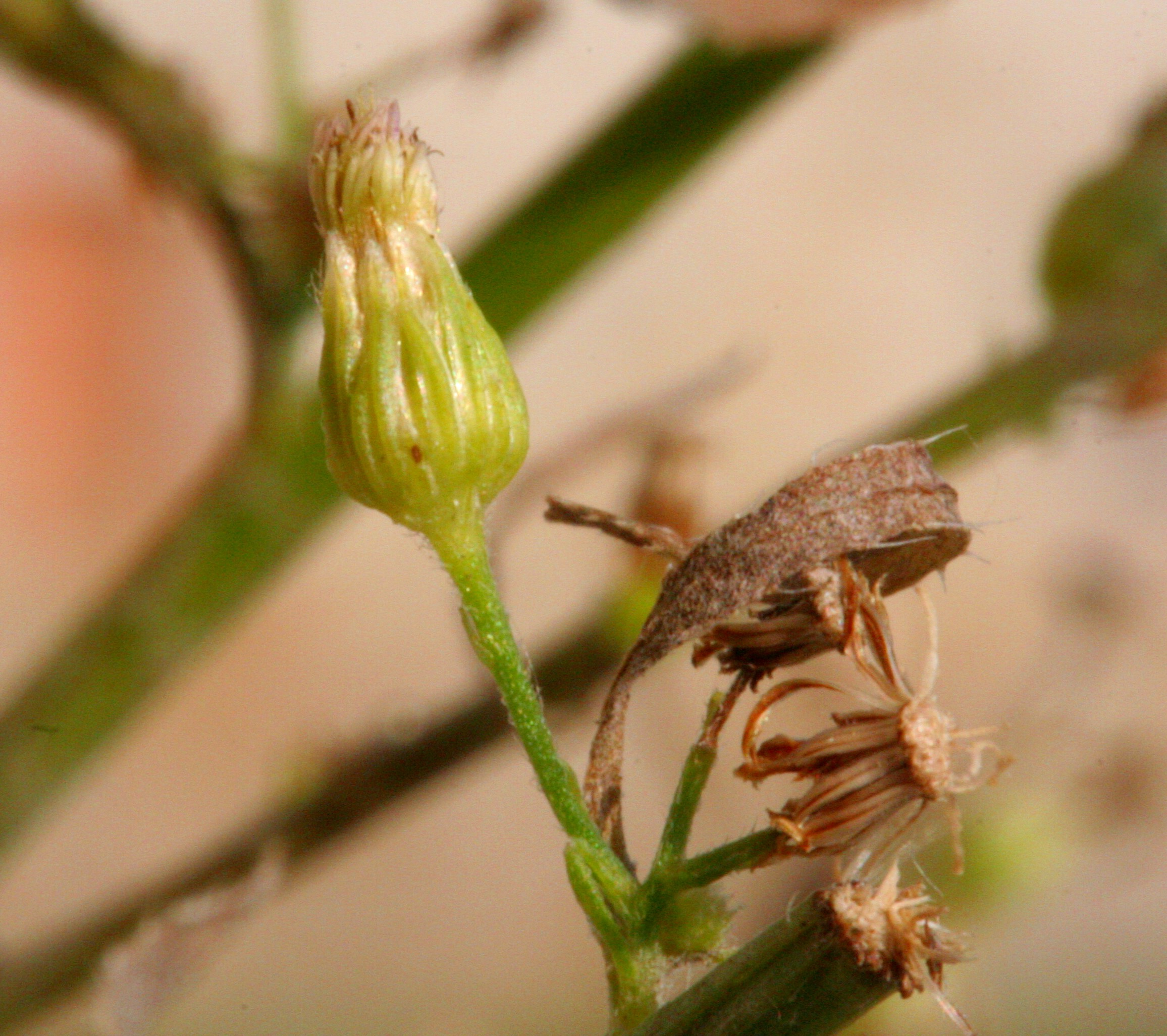